# Medical Tribune
Die Medical Tribune Deutschland ist eine Marke für medizinische Fachinformationen mit Sitz in Wiesbaden. Seit Februar 2022 gehört sie zur neugegründeten MedTriX Group.
Medical Tribune Deutschland wurde 1966 von Günther Stroh ins Leben gerufen und geht aus der Fitzroy Publications GmbH und der Medical Tribune New York (gegründet 1960 von Arthur Sackler) hervor. Seit 2000 ist der Süddeutsche Verlag die Muttergesellschaft der Medical Tribune Verlagsgruppe. Die Gruppe ist in Deutschland, der Schweiz, Österreich, Tschechien, Ungarn, Polen und der Türkei vertreten. Die Medical Tribune Österreich erscheint seit 1969.

## Medical Tribune Portfolio

### API-Ausgabe
Die Medical Tribune – Von Ärzten für Ärzte (API-Ausgabe Allgemeinmediziner, Praktiker, Internisten) ist die erste Medizinzeitung Deutschlands.
Das redaktionelle Konzept ist auf die niedergelassenen Ärzte ausgerichtet. Die Beiträge sollen nach eigenem Verständnis faktenorientiert, prägnant und leseleicht sein, so dass der Leser sich wöchentlich einen raschen Überblick über die praxisrelevanten Themen aus Medizin, Politik und Wirtschaft verschaffen kann. Durch die praxisnahen Bilder und typischen Karikaturen liefert das Blatt neben den aktuellen Informationen aus dem Fachgebiet auch Unterhaltungswert. Das Geschäftsmodell ist werbefinanziert, die Ärzte erhalten die Zeitschrift kostenlos.
Die Zeitung erscheint jeden zweiten Freitag. Bis Mitte 2022 erschien sie wöchentlich. Im dritten Quartal des Jahres 2018 hatte sie eine Gesamtauflage von 56.161 Exemplaren, bei einer verkauften Auflage von 3.522 Magazinen, davon 2.718 an Abonnenten. In einer LA-MED-Analyse nimmt die MT mit einem Reichweitenwert beim Leser pro Ausgabe von 36,7 % Rang 9 (von 12) ein.
Die österreichische Ausgabe der Medical Tribune (SSN: 0344-8304) gehört zum Portfolio des MedTrix GmbH Österreich (Hauptsitz in Wien, Geschäftsführer: Friedrich Tomaschek) und erscheint seit 2020 ebenfalls vierzehntäglich, jeweils Mittwochs, in einer Auflage von 14.500 Exemplaren. Davor erschien die Zeitung wöchentlich.

### Facharztausgaben
Es erscheinen sieben weitere Facharztausgaben der Medical Tribune in den Spezialgebieten Onkologie/Hämatologie, Neurologie/Psychiatrie, Gastroenterologie/Hepatologie, Kardiologie/Angiologie, Pneumologie/Allergologie, Dermatologie und Rheumatologie/Schmerz. Zusätzlich wird in Kooperation mit der Deutschen Diabetes Gesellschaft die diabetes zeitung herausgegeben.

### Fachbücher
Das EBM-Gebührenhandbuch enthält sowohl den Euro EBM (das Abrechnungsregelwerk der Kassenärzte) als auch die für den privaten Bereich bestimmte Gebührenordnung für Ärzte und Hinweise zur Berechnung von individuellen Gesundheitsleistungen (IGeL) bei Kassenpatienten.

### CME-Fortbildung
Das CME-FortbildungsForum der Medical Tribune organisiert zertifizierte Präsenz-Fortbildungsveranstaltungen für Allgemeinmediziner, Praktiker, Internisten, Pädiater, klinische und niedergelassene Gynäkologen, klinische und niedergelassenen Neurologen, Nervenärzte und Psychiater. Im Jahr 2018 haben ca. 4500 Ärzte an den Veranstaltungen teilgenommen.

## Online
Die MT-Websiten präsentieren aktuelle Themen, Berichte aus Medizin und Forschung sowie Tipps aus der Praxis. Sie bieten mehrere Newsletter und Podcasts an.
Es gibt eine extra österreichische Plattform des Verlags MedTriX GmbH Österreich, die sich an Ärztinnen und Ärzte und an Apothekerinnen und Apotheker richtet. Nebst Berichten über Medizin, Pharmazie und Gesundheitspolitik, gibt es dort auch unterschiedliche, teilweise DFP-approbierte, Fortbildungsformate.